# 伊那村
伊那村（いなむら）は、筑摩県伊那郡、長野県伊那郡、長野県上伊那郡にあった村。
1. 近世以前から1875年（明治8年）まで存在した村。4.の一部。 → 上伊那郡を参照。
2. 1874年（明治7年）から1889年（明治22年）まで存在した村。3.の一部。 → 上伊那郡を参照。
3. 1889年（明治22年）から1897年（明治30年）まで存在した村。 → 伊那町を参照。
4. 1898年（明治31年）に東伊那村から改称し、1954年（昭和29年）まで存在した村。現在の駒ヶ根市大字東伊那。

本項では4.を中心に、発足時の名称である東伊那村（ひがしいなむら）についても述べる。

## 地理
- 山：高烏谷山
- 河川：天竜川

## 歴史
- 1875年（明治8年）1月23日 - 筑摩県伊那郡火山村・塩田村・大久保村・栗林村・伊那村（第1次）が合併して東伊那村となる。
- 1876年（明治9年）8月21日 - 東伊那村が長野県の所属となる。
- 1879年（明治12年）1月4日 - 郡区町村編制法の施行により、東伊那村が上伊那郡の所属となる。
- 1889年（明治22年）4月1日 - 町村制の施行により、東伊那村が単独で自治体を形成。
- 1898年（明治31年）6月17日 - 東伊那村が伊那村（第4次）に改称。
- 1954年（昭和29年）4月1日 - 赤穂町・宮田町・中沢村と合併して駒ヶ根市が発足。同日伊那村廃止。